# Tepuigierzwaluw
De tepuigierzwaluw (Streptoprocne phelpsi) is een vogel uit de familie Apodidae (gierzwaluwen).

## Verspreiding en leefgebied
Deze soort komt voor in de tepuis van zuidelijk Venezuela, noordwestelijk Guyana en noordelijk Brazilië (Roraima).